# Mordellistena endroedyi
Mordellistena endroedyi es una especie de coleóptero de la familia Mordellidae.

## Distribución geográfica
Habita en  la República Democrática del Congo.